# Joplin Challenger 2004
Il Joplin Challenger 2004 è stato un torneo di tennis facente parte della categoria ATP Challenger Series nell'ambito dell'ATP Challenger Series 2004. Il torneo si è giocato a Joplin negli Stati Uniti dal 9 al 15 febbraio 2004 su campi in cemento indoor.

## Vincitori

### Singolare
Lu Yen-hsun ha battuto in finale  Glenn Weiner con il punteggio di 6–4, 6–2

### Doppio
Lu Yen-hsun /  Bruno Soares hanno battuto in finale  Brian Baker /  Rajeev Ram con il punteggio di 3–6, 6–1, 6–1